# U.S. Pro Tennis Championships 1981
Lo U.S. Pro Tennis Championships 1981  è stato un torneo di tennis giocato sulla terra rossa. È stata la 54ª edizione del torneo, che fa parte del Volvo Grand Prix 1981. Il torneo si è giocato al Longwood Cricket Club di Boston negli Stati Uniti, dal 13 al 19 luglio 1981.

## Campioni

### Singolare maschile
José Luis Clerc ha battuto in finale  Hans Gildemeister con il punteggio di 0–6, 6–2, 6–2

### Doppio maschile
Raúl Ramírez /  Pavel Složil hanno battuto in finale  Hans Gildemeister /  Andrés Gómez con il punteggio di 6–4, 7–6